# Stefanie Speidel
Stefanie Speidel (* 30. Dezember 1978 in Karlsruhe) ist eine deutsche Informatikerin und Professorin am Nationalen Centrum für Tumorerkrankungen Dresden (NCT/UCC).

## Leben
Stefanie Speidel studierte am Karlsruher Institut für Technologie (KIT) Informatik. Im Anschluss an ihre Promotion mit Auszeichnung im Jahr 2009 leitete sie die Nachwuchsgruppe „Computer-assisted Surgery“ am KIT. Seit 2017 ist sie ordentliche Professorin für Translationale Chirurgische Onkologie und schlägt mit ihrer Forschung zu robotergestützter Chirurgie die Brücke zwischen Informatik, Ingenieurwissenschaften und Medizin. Ihr Forschungsschwerpunkt ist die Entwicklung intelligenter Assistenzsysteme für die Chirurgie durch die Verbindung von Robotik und künstlicher Intelligenz.

## Werke und Wirken
Stefanie Speidel ist (Co-)Autorin von mehr als 160 Artikeln in  Fachzeitschriften wie Nature Biomedical Engineering, Nature Scientific Data, IEEE Transactions on Medical Imaging, Medical Physics und Medical Image Analysis. Des Weiteren ist sie im Program Committee, Steering Committee und als General Chair für internationale Konferenzen wie die International Conference on Medical Image Computing and Computer Assisted Intervention (MICCAI) und die International Conference on Information Processing in Computer Assisted Interventions (IPCAI) Konferenz tätig. Darüber hinaus ist sie Co-Sprecherin für das Exzellenzcluster Centre for Tactile Internet with Human-in-the-Loop (CeTI) sowie die Konrad Zuse KI School of Embedded Composite Artificial Intelligence (SECAI). Seit Februar 2021 ist sie Mitglied im Rat für Informationsinfrastrukturen.

## Auszeichnungen
Stefanie Speidel ist MICCAI Fellow und wurde mit dem Technology Award der European Association for Endoscopic Surgery (2007), dem Maria Gräfin von Linden Preis (2011) und einem Margarete von Wrangell-Fellowship (2011) ausgezeichnet. Zudem erhielt sie Preise für hervorragende Lehre (Vorlesungspreis Medizinische Simulationssysteme, KIT).